# 야로스와프 카친스키
야로스와프 알렉산데르 카친스키(폴란드어: Jarosław Aleksander Kaczyński, 문화어: 야로스와브 까친스끼, 1949년 6월 18일 ~ )는 폴란드의 정치인이다. 2005년 12월 대통령에 취임한 레흐 카친스키의 일란성 쌍둥이 형으로 2006년 7월 총리로 취임하여 세계 최초로 일란성 쌍둥이 형제가 동시에 한 나라의 대통령과 총리를 맡게 되었다. 이러한 행태는 국내외에서 많은 논란을 불러일으켰으며, 결국 2007년 10월 총선에서 져 총리직에서 물러나게 되었다. 2010년 7월 4일에 실시한 폴란드 대통령 선거에 후보로 나서게 되었지만, 브로니스와프 코모로프스키 후보가 52.6%로 앞서 낙선되었다.

## 어린 시절과 가족관계
야로스와프 카친스키는 바르샤바 졸리보시(Żoliborz)에서 태어났다. 아버지 라이문트 카친스키는 폴란드 국군 소속 군인이었고 바르샤바 봉기에 참전한 경험이 있다. 그 이후에는 엔지니어로 일했다. 어머니 야드비가 카친스카는 폴란드 문헌 학자이다. 레흐 카친스키는 야로스와프의 일란성 쌍둥이 남동생으로, 야로스와프가 45분 더 빨리 태어났다.
어린 시절, 야로스와프와 레흐는 코르넬 마쿠신스키의 유명한 동화를 원작으로 한 폴란드 영화 달을 훔친 쌍둥이(폴란드어: O dwóch takich, co ukradli księżyc)에 출연했다.

## 인물
학창 시절에는 노동자 보호 위원회(자유노조의 전신) 에서, 1980년대에는 자유노조에서 정치활동을 시작했다.
2001년 봄에는 동생 레흐와 함께 법과 정의당 (PiS)를 창설하고, 같은 해 의회 선거에서 9.5퍼센트의 표를 얻었다.
2003년, 법과 정의당의 당 대표를 동생 레흐와 교대했다.
2005년 9월, 의회선거에서 법과 정의당은 27퍼센트의 표를 얻어 제1당이 되었다. 같은 해 10월에 대통령 선거에서 동생 레흐를 당선시키기 위해 야로스와프는 수상 자리를 같은 당의 카지미에시 마르친키에비치에게 이양했다.
2006년 7월 7일, 마르친키에비치가 사퇴한 후 당 정치 위원회는 야로스와프를 수상으로 추천해, 7월 11일 수상에 취임했다. 그 결과 수상이 형 야로스와프, 대통령이 동생 레흐인 쌍둥이 정권이 탄생하게 되었다.
2007년 폴란드 의회 선거에서 야로스와프가 이끄는 법과 정의당이 최대야당인 시민 연단에 패배했다. 이 결과로 11월 26일에 시민연단의 당 대표 도날트 투스크에게 수상의 자리를 넘겨주며 쌍둥이 정권은 막을 내렸다.
2010년 4월 10일, 동생 레흐가 탑승한 정부 전용기가 러시아 서부 스몰렌스크에서 추락하여 레흐 부부 및 정부 고위층 간부들이 사망하였으나, 형 야로스와프는 동행하지 않아 사고를 피할 수 있었다.
2010년 6월 20일에 열린 대통령 선거에 출마. 하원의장으로서 대통령 대행 업무를 맡고 있던 브로니스와프 코모로프스키가 41.54%로 득표율 1위를 차지하고, 야로스와프는 36.46%를 획득해 2위가 되었다. 과반수를 획득한 사람이 없었기 때문에, 선거법 규정에 따라 결선 투표가 7월 4일에 진행되었으나 코모로프스키에게 다시 한 번 패배했다.

## 역대 선거 결과
| 선거명      | 직책명                         | 대수 | 정당             | 1차 득표율 | 1차 득표수  | 2차 득표율 | 2차 득표수  | 결과         | 당락                   |
| ----------- | ------------------------------ | ---- | ---------------- | ---------- | ----------- | ---------- | ----------- | ------------ | ---------------------- |
| 1989년 선거 | 상원의원 (엘블롱크 광역부)     | 10대 | 연대시민위원회   | 57.98%     | 92,595표    |            |             | 1위          | 엘블롱크 상원의원 당선 |
| 1991년 선거 | 하원의원 (바르샤바 제1선거구)  | 1대  | 중앙시민동맹     | 7.05%      | 50,701표    |            |             | 비례대표 1번 | 바르샤바 하원의원 당선 |
| 1993년 선거 | 하원의원 (바르샤바 제1선거구)  | 2대  | 중앙협정당       | 6.06%      | 48,201표    |            |             | 비례대표 1번 | 낙선                   |
| 1997년 선거 | 하원의원 (바르샤바 제1선거구)  | 3대  | 폴란드 재건 운동 | 1.02%      | 8,107표     |            |             | 비례대표 2번 | 바르샤바 하원의원 당선 |
| 2001년 선거 | 하원의원 (바르샤바 제19선거구) | 4대  | 법과 정의        | 19.65%     | 144,343표   |            |             | 비례대표 1번 | 바르샤바 하원의원 당선 |
| 2005년 선거 | 하원의원 (바르샤바 제19선거구) | 5대  | 법과 정의        | 22.55%     | 171,129표   |            |             | 비례대표 1번 | 바르샤바 하원의원 당선 |
| 2007년 선거 | 하원의원 (바르샤바 제19선거구) | 6대  | 법과 정의        | 8.03%      | 24,638표    |            |             | 비례대표 1번 | 바르샤바 하원의원 당선 |
| 2010년 선거 | 폴란드의 대통령                | 5대  | 법과 정의        | 36.46%     | 6,128,255표 | 46.99%     | 7,919,134표 | 2위          | 낙선                   |
| 2011년 선거 | 하원의원 (바르샤바 제16선거구) | 7대  | 법과 정의        | 19.88%     | 202,297표   |            |             | 비례대표 1번 | 바르샤바 하원의원 당선 |
| 2015년 선거 | 하원의원 (바르샤바 제16선거구) | 8대  | 법과 정의        | 18.48%     | 202,424표   |            |             | 비례대표 1번 | 바르샤바 하원의원 당선 |
| 2019년 선거 | 하원의원 (바르샤바 제16선거구) | 9대  | 법과 정의        | 18.01%     | 248,935표   |            |             | 비례대표 1번 | 바르샤바 하원의원 당선 |
| 2023년 선거 | 하원의원 (키엘체 제33선거구)   | 10대 | 법과 정의        | 26.89%     | 177,228표   |            |             | 비례대표 1번 | 키엘체 하원의원 당선   |